# Peppermoon
Peppermoon est un groupe pop française, formé au printemps 2006 à Paris par Pierre Faa (Compositeur, Pianiste) et Iris Koshlev (Chanteuse). Pierre et Iris se sont d'abord rencontrés lors d'un concert de Buzy à la Boule noire le 15 décembre 2005. Leur premier guitariste fut Benoît Pillon (2006–2010), puis Maxime Leclerc (sur scène en 2011).
Repéré sur MySpace, le groupe est d'abord remarqué à l'étranger. Le 22 décembre 2006, ils sont invités à Stockholm pour faire la première partie de Peter, Björn & John. Un de leurs premiers titres "Les petits miroirs" a été publié en Novembre 2007 dans la compilation néerlandaise "Filles fragiles" , ce qui leur valu un passage à la télévision néerlandaise dans l'émission "De Wereld Draait Door" (14 décembre 2007). Leurs musiques ont été reprises dans deux courts métrages "Laundromat" de Edward Gunawan et "Où est la sortie ?" de Jessey Tsang.

## Nos Ballades
Pierre Faa installe un home studio pour réaliser le premier album du groupe. Intitulé "Nos Ballades",, cet album est finalisé au printemps 2009. Il suscita un intérêt immédiat en Asie, où il est distribué avant même la sortie Française. "Nos Ballades" est ainsi sorti à Taiwan (Juillet 2009), au Japon (Novembre 2009), en Corée du Sud (Décembre 2009) et en Chine (Janvier 2010). Au début de l'année 2010, une tournée passe par Taipei, Shanghai, Pékin, Tokyo et Kyoto. À Taiwan, l'album atteint la troisième place dans le classement de musique pop internationale. En France, malgré de bonnes critiques à son sujet, le groupe n'a pas atteint le même succès ,. L'album contient les titres "Les petits miroirs" et "Nos ballades" qui restent les morceaux du groupe les plus streamés. 
Le clip de la chanson "Après l'orage" est réalisé en stop motion par l'artiste américaine Carol Helaine Jacob. 

## Les Moissons d'Ambre
Le deuxième album du groupe "Les Moissons d'Ambre", a d'abord été publié à Taïwan (Novembre 2010), puis en France (Janvier 2011), en Corée du Sud (Mars 2011) et en Chine (Octobre 2011). Le compositeur-producteur Toshiya Fueoka du groupe Mondialito a contribué à la réalisation du titre "Le Refuge"  À Taïwan, l'album a bénéficié d'une édition spéciale, couplée à un EP de reprises inédites "Qui a tué grand-maman ?" (Polnareff), "Manchester et Liverpool" (Marie Laforêt), "Tous les garçons et les filles", "Ce petit cœur" et "Comment te dire adieu" (Françoise Hardy), "La plus belle pour aller danser" (Sylvie Vartan) et "Porque te vas" (Jeanette).
Le groupe effectue deux nouvelles tournées en Asie : à l'automne 2011 (Pekin, Shanghai, Nanjing et Tianjin) puis à l'automne 2012 (Taipei, Hong Kong, Pékin, Shanghai).

## Prismes
Leur troisième album "Prismes" est sorti d'abord en Corée du Sud en novembre 2013 puis à Taïwan. L'edition taïwanaise contient le titre inédit "Take Care" et l'édition coréenne l'inédit "Les gaufrettes amusantes". 
Le clip de la chanson "Je te veux" est réalisé en stop motion par l'artiste et chanteuse française Elsa Kopf.
En Corée, le groupe est sollicité pour participer au générique du drama "I need Romance" de la chaine TVN. La chanson "Peu à peu" est écrite par Pierre Faa sur une musique du compositeur Hee-Jin Gihm. 
En 2013, le groupe repart en tournée en Asie (Pékin, Shanghaï, Daejon suivis de plusieurs dates à Séoul).

## Skyside Melodies
En 2013, le label coréen Chili Music initie une collaboration entre Peppermoon et la chanteuse folk coréenne Siwa. Ce travail est publié sous la forme d'un Ep "Skyside Melodies", écrit en français, coréen et anglais.

## Carrière solo
En parallèle aux albums du groupe,  Pierre Faa a publié deux albums solo : le premier en 2011, L'avenir n'est plus comme avant  réalisé par Jay Alansky suivi de Gingko Biloba en 2014.